# Jan-Christer Wahlbeck
Jan-Christer Hans Wahlbeck, född 10 juli 1948 i Vasa, är en finländsk författare och psykolog. 
Wahlbeck blev filosofie kandidat 1976, var verksam som psykolog vid Barnets borgs sjukhus i Helsingfors 1979–1985 och har senare var innehavare av egen mottagning. Som lyriker har han valt ett senmodernistiskt idiom, där lekfull språkbehandling samsas med ironi och samhällskritisk udd. Debuten Steg på hållplatsen (1977) följdes av egenartad formbunden prosadikt i Mognadens opera (1982). Katastrof efter katastrof (1984) ger mörka samtidsbilder, medan den originellt utformade samlingen Bilen och lidelserna (1991) bygger på ständiga upprepningar som ger poesin en magisk klang. Pojken och korpen (1988) är en fantasifull bilderbok, där Hannu Väisänen svarar för illustrationerna. Wahlbeck bebodde Finlands svenska författareförenings stipendiebostad Villa Biaudet i Lovisa 1985–1988.